# Pierre Sergent
Pierre Sergent (París, 28 de marzo de 1895-Estrasburgo, 14 de mayo de 1981) fue un deportista francés que compitió en ciclismo en la modalidad de pista. Ganó una medalla de bronce en el Campeonato Mundial de Ciclismo en Pista de 1921, en la prueba de velocidad individual.

## Medallero internacional
| Campeonato Mundial | Campeonato Mundial     | Campeonato Mundial | Campeonato Mundial       |
| Año                | Lugar                  | Medalla            | Competición              |
| ------------------ | ---------------------- | ------------------ | ------------------------ |
| 1921               | Copenhague (Dinamarca) | Medalla de bronce  | Velocidad individual (P) |